# Oenospila oleraria
Oenospila oleraria là một loài bướm đêm trong họ Geometridae.